# Hana Sorrosová
Hana Sorrosová (* 4. listopadu 1958 Praha) je česká textařka.

## Životopis
Narodila se v Praze. Její otec právník Pedro E. Sorrosa Encalada pochází z Ekvádoru. V roce 1978 ukončila studium na gymnáziu. V roce 1982 pak na Filozofické fakultě Univerzity Karlovy. V letech 1985–1986 studovala na Divadelní fakultě Akademie múzických umění v Praze, obor dramaturgie. Od roku 1993 se věnuje psaní textů. Její nahrávky jsou zhruba na 480 hudebních nosičích. Je manželkou Jiřího Vondráčka, hudebního skladatele a producenta. Má dvě děti. Lucie Vondráčková (8. března 1980) je zpěvačka a herečka a mladšího syna Davida Vondráčka (1985). Je členkou Ochranného svazu autorů, OSA, Svazu autorů a interpretů – SAI. Mezi její koníčky patří malování (olejomalba), literatura, historická beletrie, středověk, dějiny Anglie a Francie.

## Texty písní – výběr z nejznámějších textů
textová tvorba – výběr:
- přebásněné texty k filmové kreslené pohádce Thumbelina (O Malence).
- texty pro interprety a skupiny:
  - pro Lucii Vondráčkovou: Láska na 100 let, Džíny, Manon, Hodina duchů, Vítr, Nech mě jít, Úplně down, Láska umí víc, Strach, Rej kolibříků 2, Archanděl, Tenkej led, Válka růží, Já to nejsem, Labutí, Vánoční strom, Kočičí, Až jednou půjdeme tam, Vánoční přání, Dárek, Kočičí, Zombie, Jedou vozy prérií, Co s tou touhou, Atlantida, Delfín, Kdo tě má rád, Páže, Zimní královna, Julie, Den D, Cizí pes, Desperát, Dej si cíl, Paralelní světy aj.;
  - pro Martina Dejdara: Hej Bejby, Nikdy jsem neřek, že mám tě rád aj.;
  - pro skupinu Argema: Máš co říct, Milionář, Díky Vám, Jenom s tebou, Ještě jednou, K Vánocům, Všechno nejlepší, Někdo se dívá;
  - pro F. Michalíka a skupinu Babyloon: Jedno srdce, Holek jsou spousty, E55, Nelez mi do snů, Sliby chyby, Táta, Na mě to nezkoušej, Jedno srdce (spálený), Chtěl bych ti říct;
  - pro Jakuba Smolíka: Nezavolám, Ameriko, Zpověď, Tichá noc 1864, Ostrov v proudu dní, Plášť Elfů, Aleluja, Ať sníh se snáší k Vánocům, V pohádkách, Nic to neznamená;
  - pro Petru Černockou: Amen, Mám;
  - pro Karla Zicha: Ani náhodou, Lajdy dů;
  - pro Karla Gotta: Lásko říkám STOP, Isabel, Zmizely stíny;
  - pro Helenu Vondráčkovou: Málem, Copacabana, Vodopád, Dlouhá noc, K čertu s láskou, Hudba, Evergreen, Já půjdu dál (I´ll survive), Tam kde jsi ty, To jen se mi zdá, Někde jinde-někdy jindy, Jestli tě má opravdu rád, Mám toho dost, Zájem, Potopa, Karneval, Stín nás dvou (Titanic), Žádná láska není, Málem;
  - pro Michala Davida: Čas vítězství, Byla to láska, Hej, nečekej, Ten den, Kde to vázne, Záchrannej pás, Jak dál (Just Once), Tajemství (Endless Love), Nekonečno, Jen to nej, Tajfun;
  - pro Marii Rottrovou: Stopy, Nebyla to láska, Rosalie, Velká cesta rájem (Funny How);
  - pro Evu Pilarovou: Sudička, S ním být, Pták Fénix, Můj stín když splývá s tvým, Přání;
  - pro Petra Kocmana: Home, Velká láska, Nezapomeň, Koráb, Jednou stačí, Nepřiznáš;
  - pro Jiřího Vondráčka: Nána nevěrná, Labyrint, Ze všech lásek jen ta jediná, Jeho království;
  - pro Petru Janů: Kouzlo, Pátý oceán;
  - pro Šárku Rezkovou: Kdyby čas zůstal stát, Rej kolibříků, Pan Někdo, Den nebo noc, Highlife, Príma párty, Sunny, Ptáček, Náruč dokořán, Krůpěj, Pláč, Ta, co chodí po špičkách, Nos mě na rukou;
- anglické texty, text k fotbalové hymně české reprezentace na MS 2006 Dej gól, scénář a texty k muzikálu Broučci (The Browczechs), hudba: Vítězslav Hádl (2005);

## Diskografie, výběr
Výběr několika málo CD, kde se texty Hany Sorrosové nacházejí:
- Petra Černocká – Se mnou si píseň broukej
- Lucie Vondráčková – Fénix, Oheň, Růže, Manon , Duety, Mayday, Atlantida, Malá mořská víla, Boomerang, Pelmel, Dárek, The best of English version, Marmeláda.
- Eva Pilarová – Dům plný snů
- Petra Janů – Má pouť, Kouzlo
- Marie Rottrová – Stopy
- Helena Vondráčková – Vodopád, Helena 2002
- Karel Zich – Já ti zpívám

## Ocenění
- Ocenění: Hit roku 2001 – píseň Dlouhá noc;
- Cena rádií na festivalu Evropahit.cz, Liberec 2005 s písní Když láska,
- 15 zlatých, 9 platinových a 1 křišťálová deska (250 000 ks prodaných nosičů u firmy Tommu records) za autorskou činnost na CD Lucie Vondráčkové.
- Cena za Nejoblíbenější píseň rádia Impuls za rok 2009 – Láska umí víc,
- Cena Hit roku 2008 – píseň Tenkej led